# Moransengo
Moransengo, (Moransengh o Morarsengh en piemontès) és un municipi situat al territori de la província d'Asti, a la regió del Piemont (Itàlia).
Limita amb els municipis de Brozolo, Brusasco, Cavagnolo, Cocconato i Tonengo.
Pertanyen al municipi les frazioni de Bergate, Cappa, Castello, Gerbole, Clina, Grassino, Madio, Nervo, Novaresi i Rongalera.